# Baron Maclay

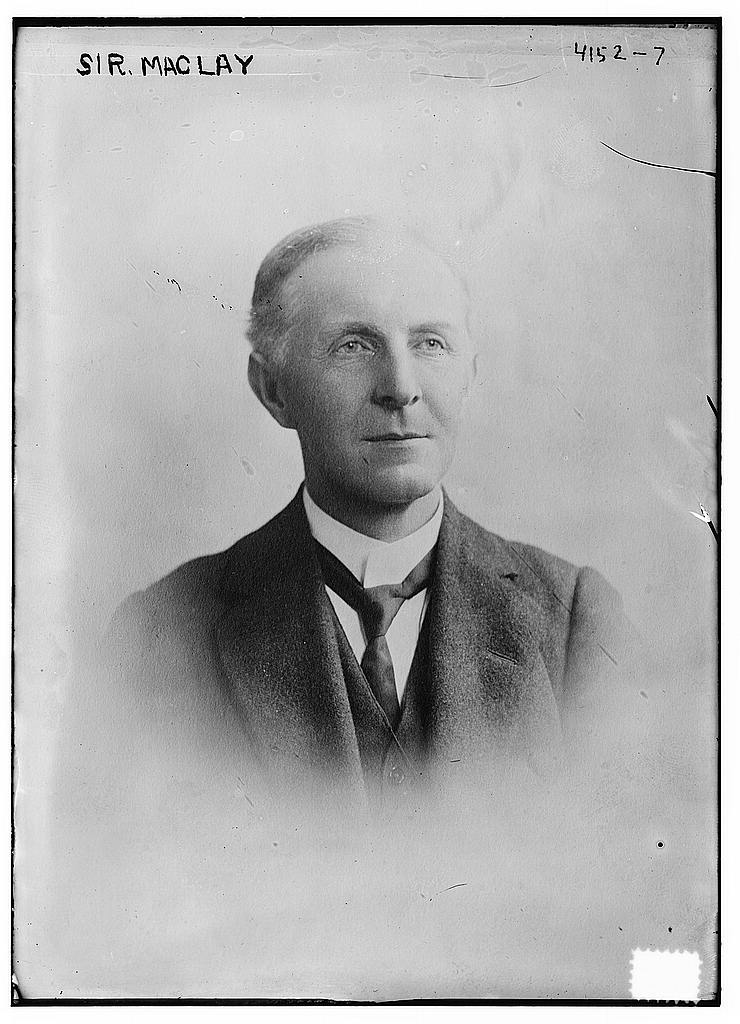
Joseph Maclay, 1. Baron Maclay

Baron Maclay, of Glasgow in the County of Lanark, ist ein erblicher britischer Adelstitel in der Peerage of the United Kingdom.
Familiensitz der Barone ist Duchal House bei Kilmacolm in Renfrewshire.

## Verleihung
Der Titel wurde am 21. November 1922 für den schottischen Geschäftsmann Sir Joseph Maclay, 1. Baronet geschaffen. Dieser war 1916 bis 1921 Minister of Shipping gewesen. Ihm war bereits am 20. Juli 1914 der fortan nachgeordnete Titel Baronet, of Park Terrace in the City of Glasgow, verliehen worden.
Heutiger Titelinhaber ist seit 1969 dessen Enkel Joseph Maclay als 3. Baron.

## Liste der Barone Maclay (1922)
- Joseph Maclay, 1. Baron Maclay (1857–1951)
- Joseph Maclay, 2. Baron Maclay (1899–1969)
- Joseph Maclay, 3. Baron Maclay (* 1942)

Titelerbe (Heir Apparent) ist der Sohn des aktuellen Titelinhabers, Hon. Joseph Maclay (* 1977).